# Momino Selo, Plovdiv
Momino Selo (în bulgară Момино Село) este un sat în comuna Rakovski, regiunea Plovdiv,  Bulgaria. 

## Demografie
Componența etnică a satului Momino Selo
     Bulgari (63,66%)
     Romi (35,09%)
     Nicio identificare (1,24%)
     Altele (0%)
La recensământul din 2011, populația satului Momino Selo era de 721 locuitori. Din punct de vedere etnic, majoritatea locuitorilor (63,66%) erau bulgari, cu o minoritate de romi (35,09%). Pentru 1,24% din locuitori nu este cunoscută apartenența etnică.